# Mięsień tarczowo-nagłośniowy

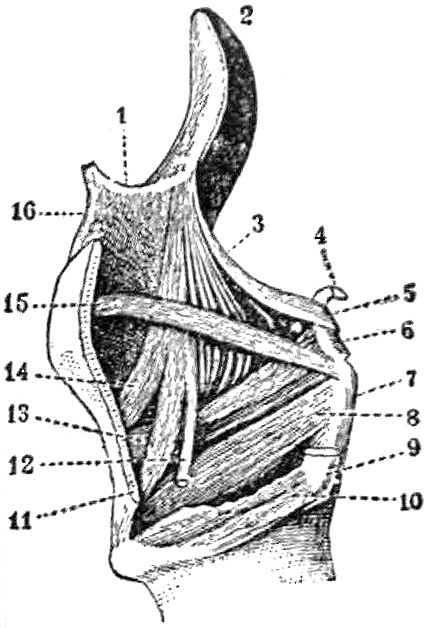
Mięśnie krtani. Mięsień tarczowo-nagłośniowy oznaczony numerem 14.

Mięsień tarczowo-nagłośniowy (łac. musculus thyroepiglotticus) – w anatomii człowieka mięsień krtani. Zaczyna się w kącie chrząstki tarczowatej, biegnie następnie łukiem w górę jako przedłużenie mięśnia tarczowo-nalewkowego zewnętrznego i kończy się na brzegu chrząstki nagłośniowej i w fałdzie nalewkowo-nagłośniowym na błonie czworokątnej. Unerwiony jest przez gałąź przednią nerwu krtaniowego dolnego. Prawdopodobnie bierze udział w przechylaniu nagłośni w tył i ku dołowi.